# Ullfors
Ullfors är ett litet brukssamhälle i Tierps kommun i Uppsala län, beläget omkring 10 kilometer sydväst om Tierp. Orten ligger vid Tämnarån och är ett gammalt broställe och gästgiveri.
Namnet Ullfors kommer från asaguden Ull och omnämns i skrift första gången 1326. Bruket är ett vallonbruk och anlades 1647–1649 av industrimannen Henrik Lemmens vid Tämnarån. År 1706 arrenderades bruket av landshövdingen Charles De Geer (1660-1730) på Lövstabruk. Hans brorson, entomologen och kammarherren Charles De Geer (1720-1778) köpte bruket 1733. Under hans tid förenades Hillebola, Strömsbergs, Västlands och Ullfors bruk med stamgodset Lövstabruk, men ingick inte i fideikommisset. Komplexen, de så kallade Lövstaverken, hölls emellertid samman under hans son, kammarherren och politikern Charles De Geer (1747-1805). 
Bruket lades ned 1929 men en del byggnader finns kvar än idag. Av hammarsmedjan återstår endast den 36 ton tunga mumblingshammaren, inköpt 1901 från Norrahammars bruk, samt järnvågen.
Ullfors har en fotbollsklubb som grundades 1908, Ullfors IK, som spelar sina hemmamatcher på Ringvallen. En liten badplats finns i Tämnarån.

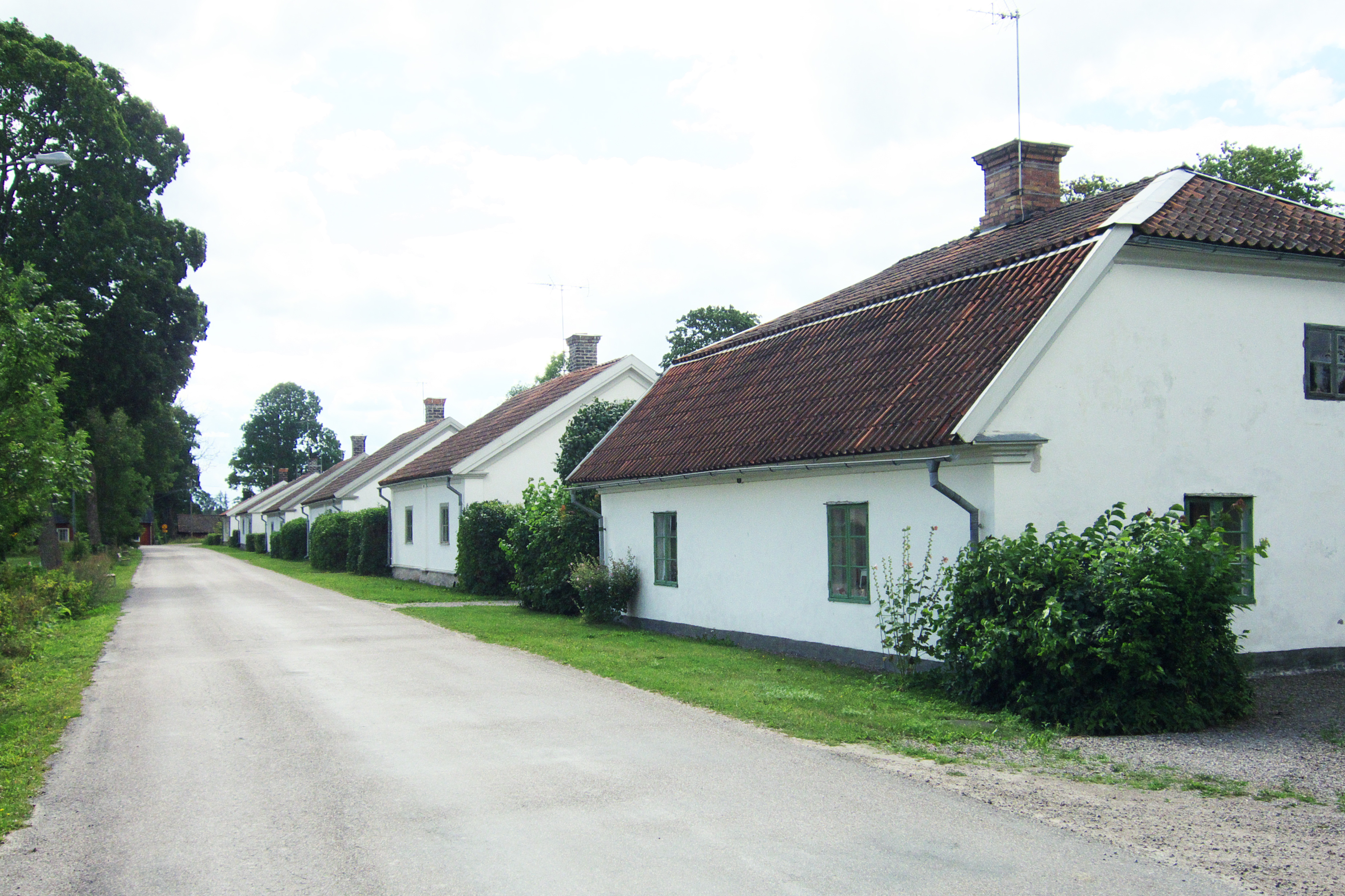
Smedsbostäderna. Varje hus var avsett för två familjer.
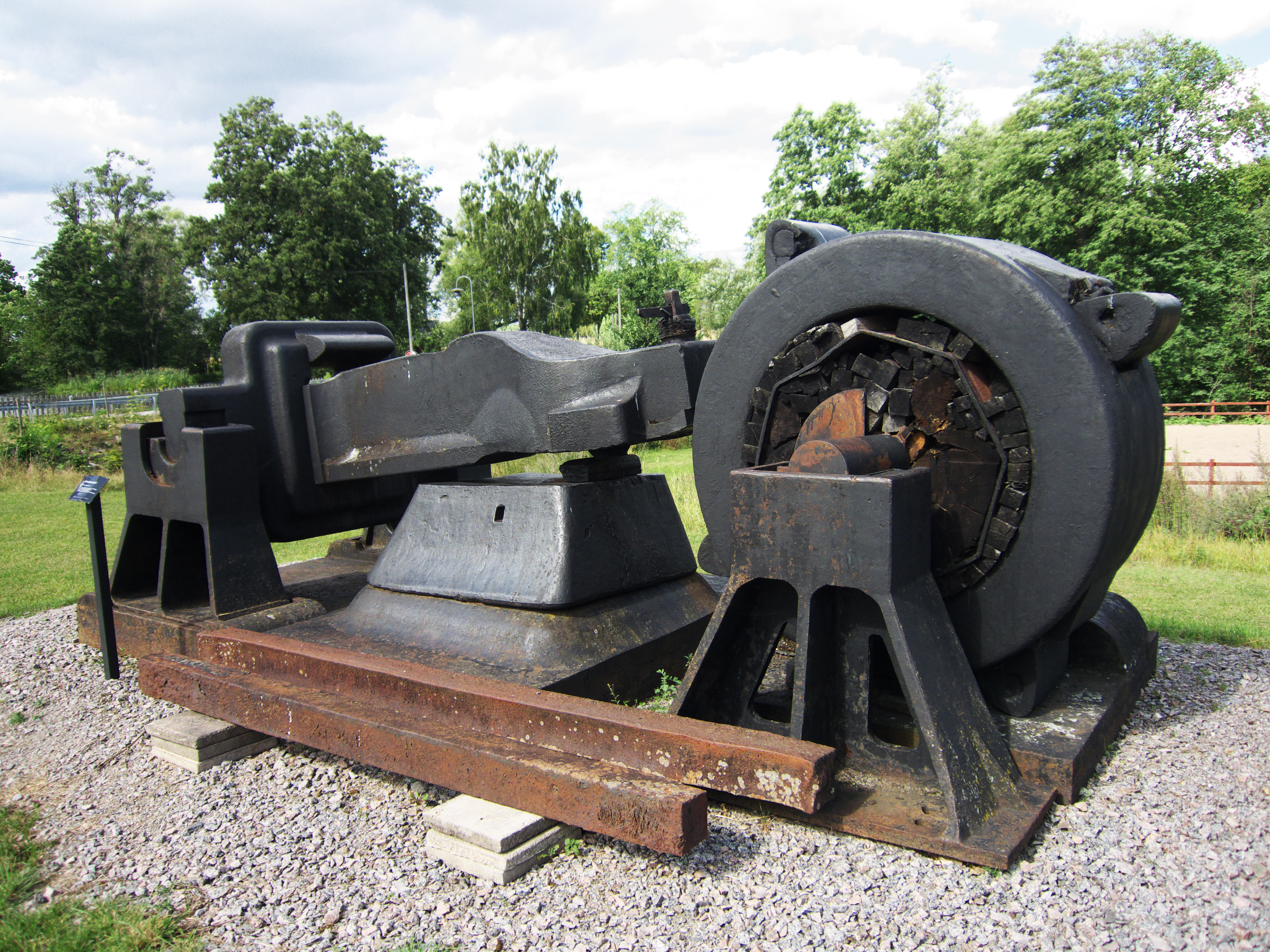
Mumblingshammaren
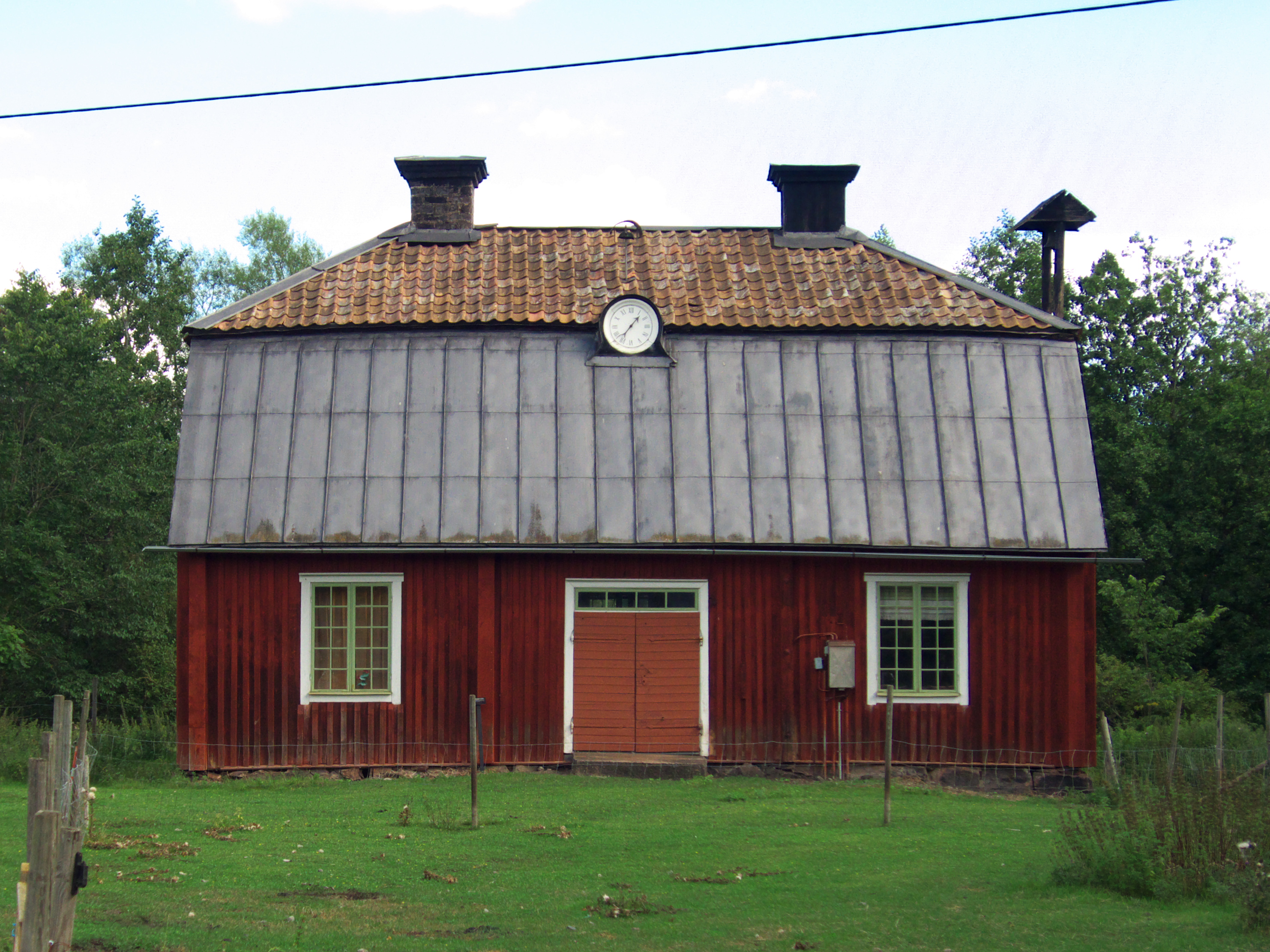
Gamla brukskontoret
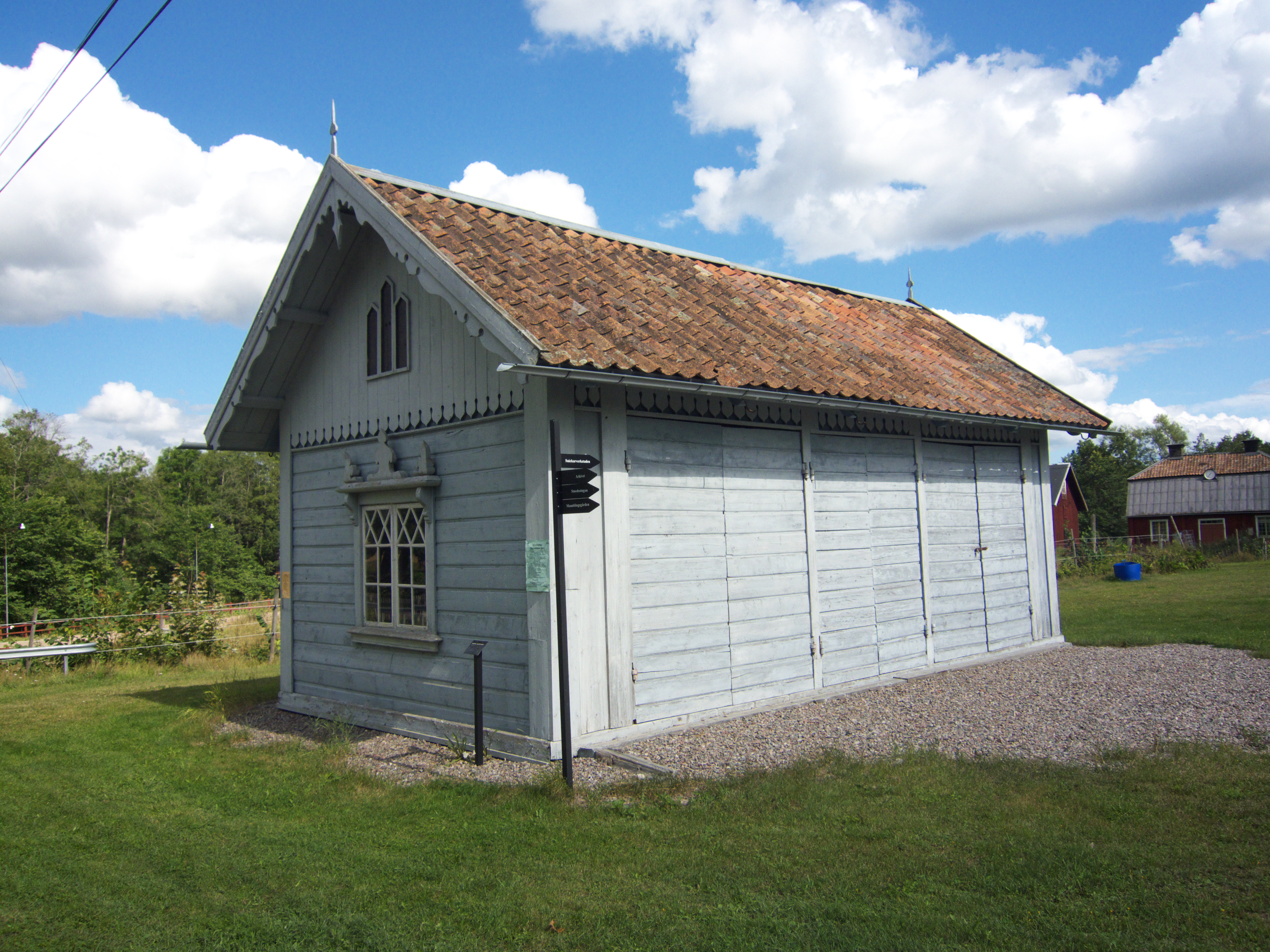
Spruthuset
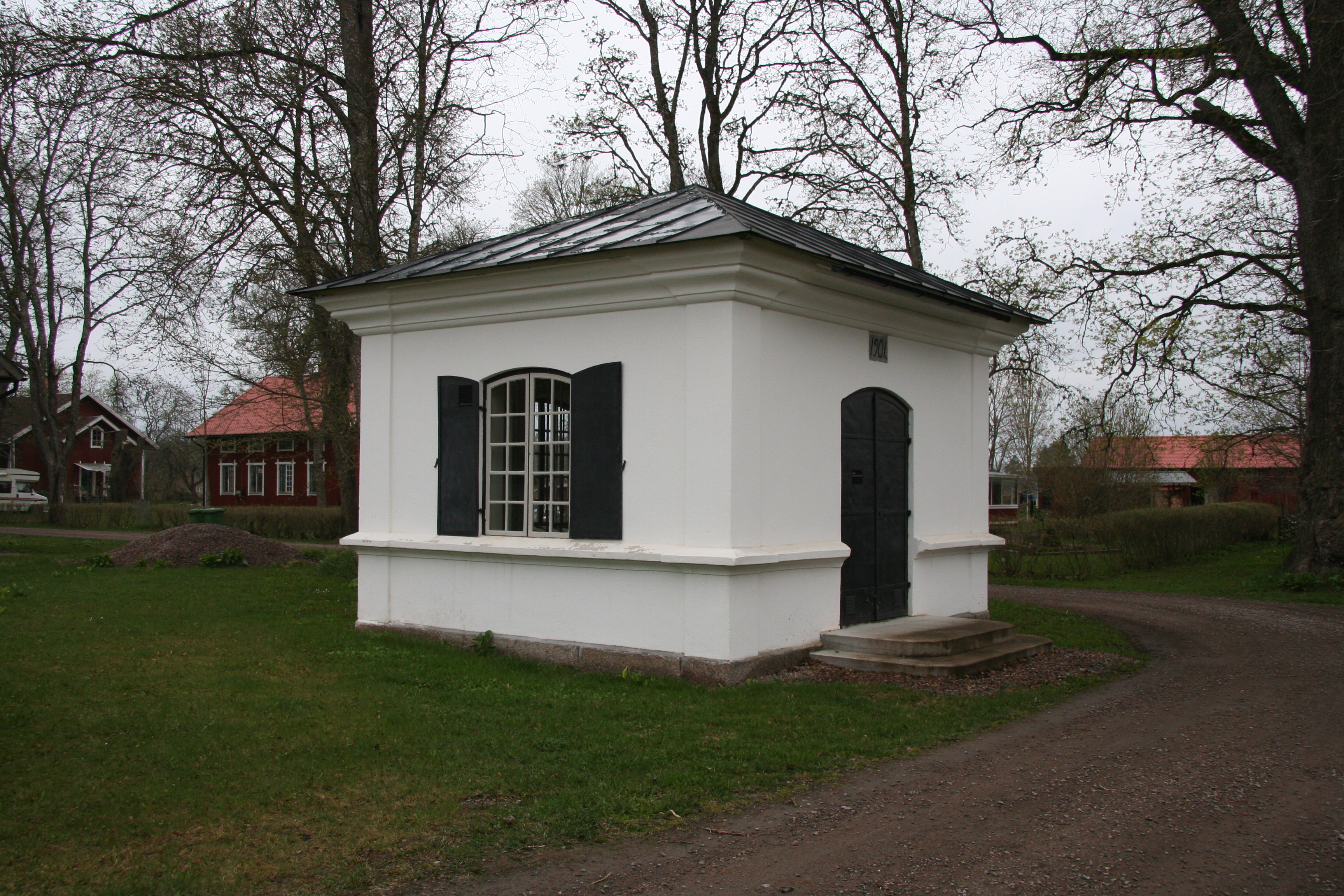
Som brukligt är det fristående arkivet uppfört i sten med hänsyn till brandfaran. Innehållet är överfört till Falun. Över dörren står årtalet 1901.